# Mare aux Hippopotames
Mare aux Hippopotames är en sjö i Burkina Faso.   Den ligger i provinsen Houet och regionen Hauts-Bassins, i den västra delen av landet, 300 km väster om huvudstaden Ouagadougou. Mare aux Hippopotames ligger 282 meter över havet. Arean är 0,71 kvadratkilometer. Den sträcker sig 2,2 kilometer i nord-sydlig riktning, och 1,6 kilometer i öst-västlig riktning.